# Rapper's Delight
"Rapper's Delight" is een nummer van het Amerikaanse hiphoptrio The Sugarhill Gang. Het nummer verscheen op hun naar de groep genoemde debuutalbum uit 1980. Op 16 september 1979 werd het nummer uitgebracht als de debuutsingle van de groep.

## Achtergrond
"Rapper's Delight" is geschreven door The Sugarhill Gang met Sylvia Robinson en is geproduceerd door Robinson. Alhoewel het niet het eerste rapnummer ooit was, is het wel het eerste nummer dat het genre naar het grote publiek bracht. Het nummer ontstond in september 1978, nadat Chic met Blondie en The Clash een aantal concerten gaf in het Palladium in New York. Toen Chic "Good Times" inzette, kwamen rapper Fab Five Freddy en de leden van The Sugarhill Gang (Big Bank Hank, Wonder Mike en Master Gee) het podium op en gingen freestylen met de band.
Enkele weken later hoorde groepslid Nile Rodgers in een club een nummer dat begon met de baslijn uit "Good Times". Hij vroeg aan de dj welk nummer het was; het bleek een vroege versie van "Rapper's Delight". Rodgers en Bernard Edwards klaagden platenmaatschappij Sugar Hill Records hierdoor aan vanwege copyrightschending; zij lieten deze zaak vallen toen hun namen als schrijver aan het nummer werden toegevoegd. Rodgers verklaarde dat hij oorspronkelijk niet blij was met het nummer, maar gaf later aan dat het een van zijn favoriete nummers ooit is en zijn favoriete nummer waarin zijn werk werd gesampled.
Een groot deel van de vroege tekst van "Rapper's Delight" werd door Big Bank Hank geleend van Grandmaster Caz. Zo bevat de tekst de woorden "Casanova Fly", de volledige artiestennaam van Caz. Wonder Mike hoorde het woord "hip-hop" van een neef, waaruit de openingsregel "Hip-hop, hippie to the hippie, to the hip-hip-hop and you don't stop to the bang-bang boogie, say up jump the boogie to the rhythm of the boogie, the beat" ontstond. De volgende regel, "Now what you hear is not a test, I'm rappin' to the beat", was geïnspireerd door de introductie van de televisieserie The Outer Limits ("There is nothing wrong with your television set. Do not attempt to adjust the picture"). Voordat de muziek uit "Good Times" start, is een sample uit het nummer "Here Comes That Sound Again" van Love De-Luxe te horen.

## Opname
Sylvia Robinson, artiest en opnamestudio-eigenaar, had moeite om iemand te vinden die een rapnummer op wilde nemen. De meeste rappers die in clubs optraden, wilden hun nummers niet opnemen, aangezien zij vonden dat hun stijl alleen paste bij live-optredens. Robinsons zoon hoorde uiteindelijk groepslid Big Bank Hank in een pizzarestaurant waar hij werkte. Volgens Master Gee deed Hank auditie voor Robinson voor het restaurant, terwijl Gee auditie deed in de auto van Robinson. Voor de muziek werd gebruik gemaakt van een liveband.
Bassist Chip Shearin vertelde over de opname: "De drummer en ik waren peentjes aan het zweten omdat [15 minuten] een lange tijd is. En dit was in de dagen voor samplers en drumcomputers, toen echte mensen het moesten inspelen. Sylvia zei, 'Ik heb hier een aantal jongens die heel snel over de muziek gaan praten; dat is hoe ik het het beste kan omschrijven.'" Uiteindelijk werd het nummer op 2 augustus 1979 in een take opgenomen.

## Successen
"Rapper's Delight" kwam in de Verenigde Staten niet verder dan plaats 36 in de Billboard Hot 100. Wel bereikte het de vierde plaats in de soullijst. In Canada werd het een nummer 1-hit, terwijl in het Verenigd Koninkrijk de derde plaats werd behaald. In Nederland werd het een nummer 1-hit in de Top 40, terwijl in de Nationale Hitparade de tweede plaats werd bereikt. In Vlaanderen kwam het nummer eveneens tot de tweede positie in de BRT Top 30. Het nummer werd in de Verenigde Staten meer dan twee miljoen keer verkocht.
In 1989 maakte Ben Liebrand een remix van "Rapper's Delight" onder de titel "Rapper's Delight - Hip Hop Remix '89 by Ben Liebrand". Deze versie werd in een aantal landen een hit. In Nederland kwam het tot plaats 23 in de Top 40 en tot plaats 22 in de Nationale Hitparade Top 100. In Vlaanderen kwam het tot plaats 38 in de Ultratop 50. Ook in Nieuw-Zeeland werden de hitlijsten bereikt; hier kwam het tot positie 34.
In 2004 zette het tijdschrift Rolling Stone "Rapper's Delight" op plaats 251 in hun lijst The 500 Greatest Songs of All Time. In 2011 werd het nummer door het Library of Congress opgenomen in het National Recording Registry als een geluidsopname die "cultureel, historisch of esthetisch belangrijk is en/of het leven in de Verenigde Staten".

## Hitnoteringen

### Originele versie

#### Nederlandse Top 40
| Hitnotering: 15-12-1979 t/m 22-03-1980 | Hitnotering: 15-12-1979 t/m 22-03-1980 | Hitnotering: 15-12-1979 t/m 22-03-1980 | Hitnotering: 15-12-1979 t/m 22-03-1980 | Hitnotering: 15-12-1979 t/m 22-03-1980 | Hitnotering: 15-12-1979 t/m 22-03-1980 | Hitnotering: 15-12-1979 t/m 22-03-1980 | Hitnotering: 15-12-1979 t/m 22-03-1980 | Hitnotering: 15-12-1979 t/m 22-03-1980 | Hitnotering: 15-12-1979 t/m 22-03-1980 | Hitnotering: 15-12-1979 t/m 22-03-1980 | Hitnotering: 15-12-1979 t/m 22-03-1980 | Hitnotering: 15-12-1979 t/m 22-03-1980 | Hitnotering: 15-12-1979 t/m 22-03-1980 | Hitnotering: 15-12-1979 t/m 22-03-1980 | Hitnotering: 15-12-1979 t/m 22-03-1980 |
| Week                                   | 1                                      | 2                                      | 3                                      | 4                                      | 5                                      | 6                                      | 7                                      | 8                                      | 9                                      | 10                                     | 11                                     | 12                                     | 13                                     | 14                                     |                                        |
| -------------------------------------- | -------------------------------------- | -------------------------------------- | -------------------------------------- | -------------------------------------- | -------------------------------------- | -------------------------------------- | -------------------------------------- | -------------------------------------- | -------------------------------------- | -------------------------------------- | -------------------------------------- | -------------------------------------- | -------------------------------------- | -------------------------------------- | -------------------------------------- |
| Positie                                | 33                                     | 22                                     | 12                                     | 6                                      | 4                                      | 2                                      | 1                                      | 1                                      | 1                                      | 4                                      | 5                                      | 10                                     | 21                                     | 40                                     | uit                                    |

#### Nationale Hitparade
| Hitnotering: 29-12-1979 t/m 29-03-1980 | Hitnotering: 29-12-1979 t/m 29-03-1980 | Hitnotering: 29-12-1979 t/m 29-03-1980 | Hitnotering: 29-12-1979 t/m 29-03-1980 | Hitnotering: 29-12-1979 t/m 29-03-1980 | Hitnotering: 29-12-1979 t/m 29-03-1980 | Hitnotering: 29-12-1979 t/m 29-03-1980 | Hitnotering: 29-12-1979 t/m 29-03-1980 | Hitnotering: 29-12-1979 t/m 29-03-1980 | Hitnotering: 29-12-1979 t/m 29-03-1980 | Hitnotering: 29-12-1979 t/m 29-03-1980 | Hitnotering: 29-12-1979 t/m 29-03-1980 | Hitnotering: 29-12-1979 t/m 29-03-1980 | Hitnotering: 29-12-1979 t/m 29-03-1980 | Hitnotering: 29-12-1979 t/m 29-03-1980 | Hitnotering: 29-12-1979 t/m 29-03-1980 |
| Week                                   | 1                                      | 2                                      | 3                                      | 4                                      | 5                                      | 6                                      | 7                                      | 8                                      | 9                                      | 10                                     | 11                                     | 12                                     | 13                                     | 14                                     |                                        |
| -------------------------------------- | -------------------------------------- | -------------------------------------- | -------------------------------------- | -------------------------------------- | -------------------------------------- | -------------------------------------- | -------------------------------------- | -------------------------------------- | -------------------------------------- | -------------------------------------- | -------------------------------------- | -------------------------------------- | -------------------------------------- | -------------------------------------- | -------------------------------------- |
| Positie                                | 47                                     | 22                                     | 14                                     | 6                                      | 2                                      | 4                                      | 2                                      | 2                                      | 3                                      | 3                                      | 6                                      | 14                                     | 38                                     | 40                                     | uit                                    |

#### NPO Radio 2 Top 2000
| Nummer met noteringen in de NPO Radio 2 Top 2000 | '06  | '07  | '08-'10 | '11  | '12  | '13  | '14  | '15  | '16  | '17  | '18  | '19  | '20  | '21  | '22  | '23  | '24  |
| ------------------------------------------------ | ---- | ---- | ------- | ---- | ---- | ---- | ---- | ---- | ---- | ---- | ---- | ---- | ---- | ---- | ---- | ---- | ---- |
| Rapper's Delight                                 | 1795 | 1886 | -       | 1725 | 1589 | 1267 | 1360 | 1479 | 1585 | 1624 | 1684 | 1296 | 1171 | 1396 | 1632 | 1549 | 1715 |

1. ↑  Een '-' betekent dat het nummer niet was genoteerd en een vetgedrukt getal geeft de hoogste notering aan.
2. ↑  2006 was het eerste jaar met een notering voor dit nummer.

### Hip Hop Remix '89 by Ben Liebrand

#### Nederlandse Top 40
| Hitnotering: 09-09-1989 t/m 30-09-1989 | Hitnotering: 09-09-1989 t/m 30-09-1989 | Hitnotering: 09-09-1989 t/m 30-09-1989 | Hitnotering: 09-09-1989 t/m 30-09-1989 | Hitnotering: 09-09-1989 t/m 30-09-1989 | Hitnotering: 09-09-1989 t/m 30-09-1989 |
| Week                                   | 1                                      | 2                                      | 3                                      | 4                                      |                                        |
| -------------------------------------- | -------------------------------------- | -------------------------------------- | -------------------------------------- | -------------------------------------- | -------------------------------------- |
| Positie                                | 29                                     | 23                                     | 23                                     | 38                                     | uit                                    |

#### Nationale Hitparade
| Hitnotering: 19-08-1989 t/m 21-10-1989 | Hitnotering: 19-08-1989 t/m 21-10-1989 | Hitnotering: 19-08-1989 t/m 21-10-1989 | Hitnotering: 19-08-1989 t/m 21-10-1989 | Hitnotering: 19-08-1989 t/m 21-10-1989 | Hitnotering: 19-08-1989 t/m 21-10-1989 | Hitnotering: 19-08-1989 t/m 21-10-1989 | Hitnotering: 19-08-1989 t/m 21-10-1989 | Hitnotering: 19-08-1989 t/m 21-10-1989 | Hitnotering: 19-08-1989 t/m 21-10-1989 | Hitnotering: 19-08-1989 t/m 21-10-1989 | Hitnotering: 19-08-1989 t/m 21-10-1989 |
| Week                                   | 1                                      | 2                                      | 3                                      | 4                                      | 5                                      | 6                                      | 7                                      | 8                                      | 9                                      | 10                                     |                                        |
| -------------------------------------- | -------------------------------------- | -------------------------------------- | -------------------------------------- | -------------------------------------- | -------------------------------------- | -------------------------------------- | -------------------------------------- | -------------------------------------- | -------------------------------------- | -------------------------------------- | -------------------------------------- |
| Positie                                | 71                                     | 53                                     | 41                                     | 30                                     | 25                                     | 22                                     | 25                                     | 40                                     | 72                                     | 99                                     | uit                                    |